# Schulstraße 5 (Quedlinburg)

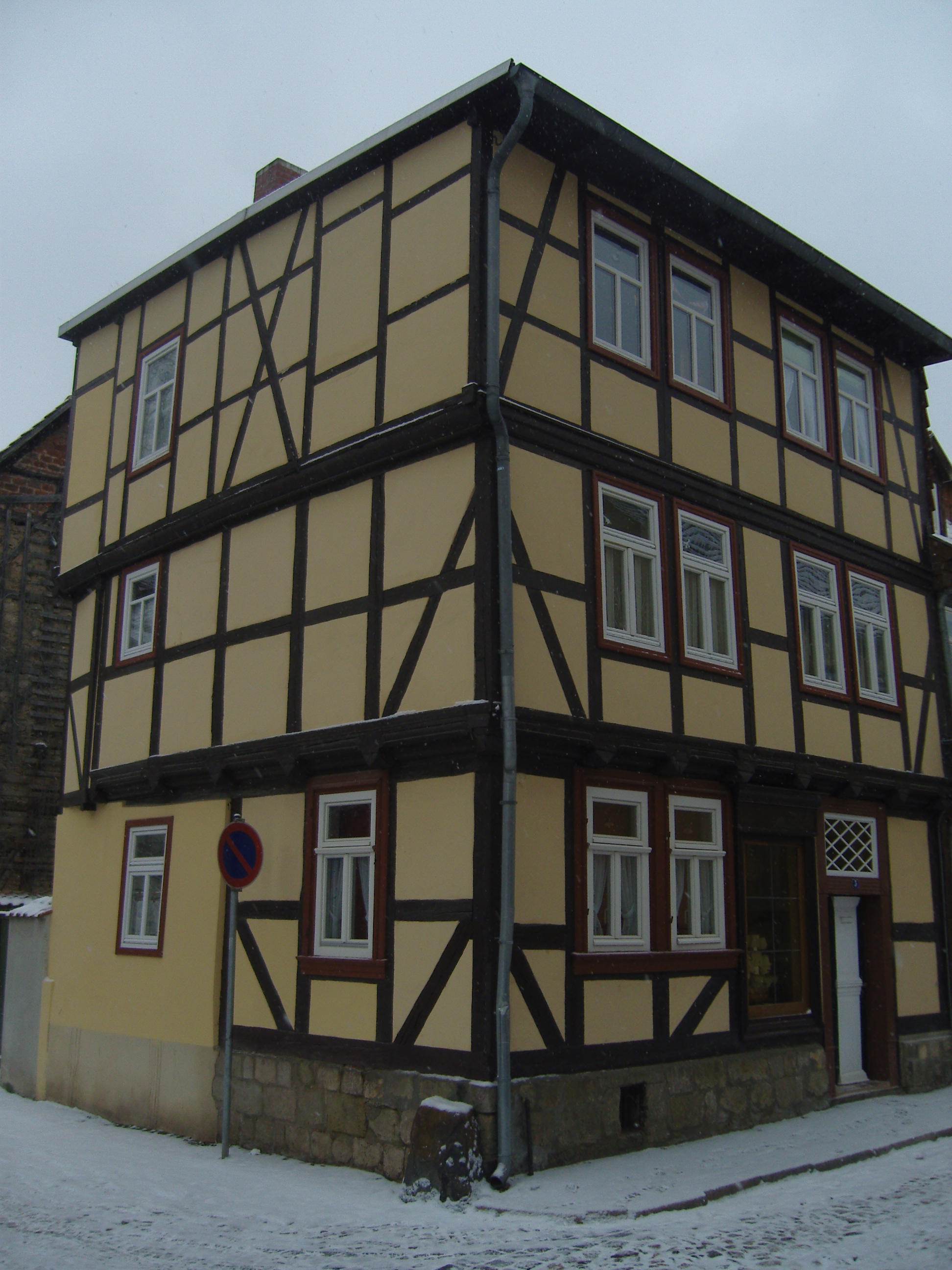
Haus Schulstraße 5

Das Haus Schulstraße 5 ist ein denkmalgeschütztes Gebäude in der Stadt Quedlinburg in Sachsen-Anhalt.

## Lage
Das im Quedlinburger Denkmalverzeichnis eingetragene Wohnhaus gehört zum UNESCO-Weltkulturerbe und befindet sich am östlichen Ende der Schulstraße im nordöstlichen Teil der historischen Quedlinburger Altstadt. Westlich grenzt das gleichfalls denkmalgeschützte Haus Schulstraße 6 an.

## Architektur und Geschichte
Das Fachwerkhaus entstand nach einer Bauinschrift im Jahr 1719 als zunächst zweigeschossiges Gebäude. Das Fachwerk des Obergeschosses ist mit Pyramidenbalkenköpfen, profilierten Füllhölzern und Schiffskehlen verziert. Um 1820 wurde das Haus um ein drittes Geschoss aufgestockt. Ende des 19. Jahrhunderts wurde ein Ladengeschäft eingefügt.
Die Haustür des Gebäudes ist klassizistisch.